# Clay City (Alabama)
Pour les articles homonymes, voir Clay City (homonymie).
Clay City est une communauté non-incorporée du comté de Baldwin (Alabama).
Elle fait partie de l'aire micropolitaine de Daphne–Fairhope–Foley.

## Géographie
La communauté se trouve à une altitude moyenne de 4 mètres.

### Climat
| Mois                                  | jan.            | fév.             | mars            | avril           | mai             | juin            | jui.            | août            | sep.            | oct.            | nov.            | déc.             | année   |
| ------------------------------------- | --------------- | ---------------- | --------------- | --------------- | --------------- | --------------- | --------------- | --------------- | --------------- | --------------- | --------------- | ---------------- | ------- |
| Température minimale moyenne (°C)     | 4,4             | 5,6              | 9,4             | 12,8            | 17,2            | 21,1            | 22,8            | 22,2            | 20              | 13,9            | 9,4             | 5,6              | 14      |
| Température moyenne (°C)              | 10              | 11,7             | 15,6            | 18,9            | 22,8            | 26,1            | 28,8            | 27,2            | 25              | 20              | 15,6            | 11,1             | 19,4    |
| Température maximale moyenne (°C)     | 15,6            | 17,8             | 21,1            | 25              | 28,3            | 31,1            | 32,2            | 32,2            | 30,6            | 26,1            | 21,1            | 17,2             | 24,9    |
| Record de froid (°C) date du record   | −15 22/01/1985  | −12,2 03/02/1951 | −6,1 03/03/1980 | 1,1 11/04/1973  | 6,1 13/05/1960  | 11,1 01/06/1984 | 15 16/07/1967   | 15,6 15/08/2004 | 5 30/09/1967    | 0,6 21/10/1989  | −6,1 25/11/1950 | −13,3 13/12/1962 | −15     |
| Record de chaleur (°C) date du record | 27,8 02/01/1952 | 30,6 19/02/1982  | 29,4 30/03/2007 | 32,8 23/04/1987 | 36,7 27/05/1953 | 37,8 11/06/1954 | 38,3 16/07/1980 | 38,9 30/08/2000 | 37,8 10/09/1954 | 33,9 05/10/1954 | 32,8 02/11/1971 | 28,9 30/12/1965  | 38,9    |
| Précipitations (mm)                   | 155,2           | 138,9            | 170,4           | 115,1           | 142,2           | 150,9           | 203,2           | 158             | 151,6           | 90,7            | 131,8           | 111,8            | 1 719,8 |

## Sources

## Compléments